# Simpsonichthys filamentosus
Simpsonichthys filamentosus är en fiskart som beskrevs av Costa, Barrera och Sarmiento, 1997. Simpsonichthys filamentosus ingår i släktet Simpsonichthys och familjen Rivulidae. Inga underarter finns listade i Catalogue of Life.